# 鎗田晟裕
鎗田 晟裕（やりた あきひろ、1995年11月27日 - ）は、日本の元俳優。神奈川県出身。レプロエンタテインメントネクストスターに所属していた。同じく元子役の鎗田千裕は妹。

## 出演

### テレビドラマ
- 山田太郎ものがたり（2007年7月6日 - 9月14日、TBS） - 山田次郎 役
- 夕陽ヶ丘の探偵団  第3話（2007年）

### 映画
- バッテリー（2007年3月、東宝） - 原田青波 役
- BALLAD 名もなき恋のうた （2009年9月、東宝）

### CM
- ソニー ハイビジョンハンディカムHC3〜運動会篇　男の子 役

### 舞台
- 作者をせかす六人の主人公たち ネロ 役